# Gosling Green

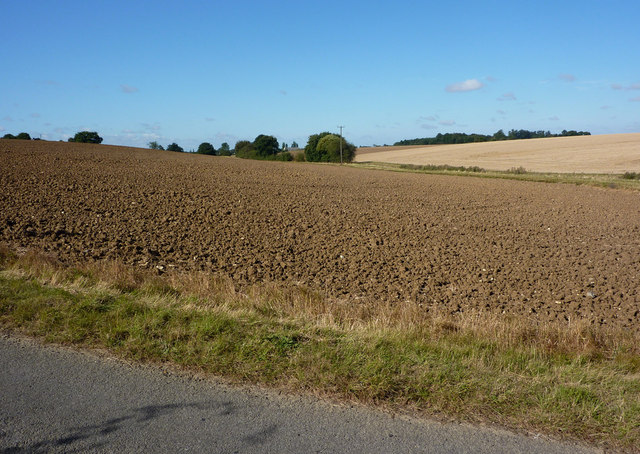
Åkrar nära Gosling Green.

Gosling Green är en by (hamlet) i Groton civil parish, Babergh, Suffolk, sydöstra England, nära Groton ort. Den har en byggnad som kallas Gosling Green House.